# Ozero Zjovin
Ozero Zjovin (ryska: Озеро Жовин) är en sjö i Belarus.   Den ligger i voblasten Mahiljoŭs voblast, i den centrala delen av landet, 120 km sydost om huvudstaden Minsk. Ozero Zjovin ligger 136 meter över havet.
I omgivningarna runt Ozero Zjovin växer i huvudsak blandskog. Runt Ozero Zjovin är det ganska tätbefolkat, med 124 invånare per kvadratkilometer.